# می الیکس
می الیکس (انگلیسی: May Alix؛ ۳۱ اوت ۱۹۰۲ – ۱ نوامبر ۱۹۸۳) یک موسیقی‌دان اهل ایالات متحده آمریکا بود.